# Vlak dinosaura
Vlak dinosaura (eng. Dinosaur Train) je američka-kanadska-singapurska animirana serija. Autor je Craig Bartlett. Serija ima 5 sezona i sve ukupno 94 epizoda od po 28 minuta.